# Centroplacaceae
Classification APG III (2009)
Famille
Les Centroplacaceae forment une famille de plantes à fleurs de l'ordre des Malpighiales.
Ce sont des arbres dioïques à feuilles simples, dentelées et stipulées originaires d’Afrique équatoriale et d’Indo-Malaisie.

## Étymologie
Le nom vient du genre type Centroplacus dérivé du grec κέντρον / kentron, pointe, épine, centre, et πλάξ / plax, génitif πλακός / plakos, surface plate, en référence au disque en coupe de la fleur (et non aux trois styles).

## Liste des genres
Selon World Checklist of Selected Plant Families (WCSP) (14 mai 2010) :
- genre Centroplacus (en) Pierre, Bull. Mens. Soc. Linn. Paris, n.s. (1899)

Selon NCBI (14 mai 2010) et Angiosperm Phylogeny Website (14 mai 2010) :
- genre Bhesa Arn.
- genre Centroplacus (en) Pierre

## Liste des espèces
Selon World Checklist of Selected Plant Families (WCSP) (14 mai 2010) :
- genre Centroplacus (en) Pierre, Bull. Mens. Soc. Linn. Paris, n.s. (1899)
  - Centroplacus glaucinus Pierre, Bull. Mens. Soc. Linn. Paris, n.s. (1899)

Selon NCBI (14 mai 2010) :
- genre Bhesa
  - Bhesa archboldiana
  - Bhesa paniculata
  - Bhesa robusta
- genre Centroplacus (en)
  - Centroplacus glaucinus